# Lijst van Nederlandse spreekwoorden V-Z
Hieronder staat een lijst van spreekwoorden met steekwoorden die beginnen met een letter in de serie V-Z.
| Spreekwoorden       |
| A-E F-J K-O P-U V-Z |

| Uitdrukkingen en gezegden |
| A-E F-J K-O P-U V-Z       |

Hieronder volgt een lijst met courante spreekwoorden uit de Nederlandse taal, alfabetisch geordend per trefwoord. Tip: houd ctrl en F tegelijk ingedrukt om het zoekvenster te openen waarmee u snel een woord kan zoeken op een pagina.

## valk
Elk meent zijn uil een valk te zijn.
Elke ouder denkt dat zijn kind het beste is.

## varken
Veel varkens maken de spoeling dun.
Wanneer je met veel mensen moet delen, krijgt ieder maar weinig.
Vieze varkens worden niet vet.
Wie overal vies van is, zal niet veel te eten krijgen.
"Vies" heeft hier de betekenis "kieskeurig".

## vat
Wat in een goed vat zit verzuurt niet.
Ook: Wat in het vat zit verzuurt niet.
Wat je bewaart, houd je nog tegoed voor een andere keer.
Holle vaten klinken het hardst.
Ook: Holle vaten bommen het hardst.
Mensen die de minste kennis ergens over hebben, verkondigen vaak het meest nadrukkelijk hun mening.

## veen
In het veen kijkt men niet op een turfje.
Waar iets in grote hoeveelheden voorhanden is, vindt men het niet zo erg als iemand er wat van meeneemt.

## ver
Wat van ver komt, is lekker.
Iets wat van ver komt, is bijzonder. Daarom denkt men dat het ook beter zal zijn.

## verlegen
Beter ermee verlegen, dan erom verlegen.
Liever van iets te veel dan van iets te weinig hebben.

## vertrouwen
Vertrouwen komt te voet en gaat te paard.
Het is makkelijker om iemands vertrouwen te schaden, dan te verkrijgen.

## vinger
Dat klopt als een zwerende vinger.
Dat is juist.

## vis
De vis wordt duur betaald.
Het vergt veel opoffering ( je moet er wat voor over hebben) om te krijgen wat je wilt.
(Afkomstig uit het toneelstuk Op Hoop van Zegen (1900) van Herman Heijermans.)
Een spiering is vis als er anders niet is.
Als je honger hebt, ben je niet kieskeurig.

## vlieg
Men vangt meer vliegen met een lepel honing dan met een vat azijn.
Ook: Men vangt meer vliegen met stroop dan met azijn.
Men haalt meer mensen over door een beloning in het vooruitzicht te stellen dan door te dreigen met straf.
Ook: Met vriendelijk zijn bereikt men meer dan met lelijke woorden.

## vlijt
Zuinigheid met vlijt, bouwt huizen als kastelen.
Door zuinig en ijverig te zijn, kan men veel bereiken.
(Een enkeling gebruikt de humoristisch bedoelde toevoeging: Maar wie zich niet op tijd verschoont, krijgt luizen als kamelen.)

## vogel
Beter één vogel in de hand, dan tien in de lucht.
Men moet wat men heeft of zeker kan krijgen verkiezen boven vage beloftes. (Van toepassing bij het ondertekenen van contracten.)
Elk vogeltje zingt zoals het gebekt is.
Ieder uit zich op een wijze die door zijn eigen aard en levenservaring bepaald wordt.
In mei leggen alle vogels een ei.
In het voorjaar schieten de meeste mensen in actie.
(Soms aangevuld met: Behalve de koekoek en de griet, die leggen in de meimaand niet.)
Vroege vogels vangen de dikste wormen.
Het kan voordelen hebben om vroeg op te staan.
Een vliegende vogel vangt altijd wat.
Als je er maar op uit gaat, vind je altijd wel wat in je voordeel.

## voorkomen
Voorkomen is beter dan genezen.
Bij een keuze is het beter om de veilige weg te kiezen, dan om achteraf schade te beperken/op te lossen.

## voornemen
De weg naar de hel is geplaveid met goede voornemens.
Met "hel" wordt hier aan wanhoop gedacht. Dus: goede intenties zijn zonder uitvoering enkel wensdromen die leiden tot piekeren en meer onfraais.
Sterker nog, ze bieden geen enkele garantie op een goed resultaat en leiden zelf vaak tot een slechte uitkomst. Dit omdat er vaak geen rekening wordt gehouden met eventuele tekortkomingen in de praktijk.

## voorzichtigheid
Voorzichtigheid is de moeder van de porseleinkast.
Door voorzichtig te zijn, gaan tere zaken langer mee.

## vorst
Als de dagen gaan lengen, gaat de vorst strengen.
Ook: Als de dagen lengen, gaan de nachten strengen.
Het koudste deel van de winter valt na de kortste dag.

## vos
Als de vos de passie preekt, boer pas op je kippen/ganzen.
Een sluw persoon is altijd uit op gewin voor zichzelf: wie mooie praatjes (o.a. over het lijden van de Heer) verkoopt, wil je om de tuin leiden en/of materieel benadelen.
Wat de vos niet weet, weet de haas ook niet.
Het is moeilijk iets te weten als het je nooit verteld is.
Een vos verliest wel zijn haren, maar niet zijn streken.
Mettertijd verandert het aanzien, maar niet de aard van het dier.

## vriend
Vrienden in de nood, honderd in een lood.
Als men in nood verkeert, zijn de meeste vrienden weinig waard (van weinig gewicht). Een lood was ongeveer 15 gram (1/32 van een pond).
In nood leert men zijn vrienden kennen.
Wanneer men in de problemen zit wordt duidelijk welke vrienden daadwerkelijk iets voor je willen betekenen.
Beter een goede buur, dan een verre vriend.
Een goede relatie onderhouden met je buurman, is beter dan met iemand die ver van je woont.
Ter wereld is er geen dodelijker venijn, dan vriend te schijnen en vijand te zijn.
Hoed je voor onoprechte vrienden.

## vuur
Wie het dichtst bij het vuur zit, warmt zich het meest.
Als je ergens nauw bij betrokken bent, geniet je het meeste voordeel ervan.
Waar rook is, is vuur.
Waar geruchten over wangedrag zijn, zal er ook wel iets mis zijn.

## vrucht
De vrucht der ervaring rijpt niet aan jonge takken.
De verstandigste opmerkingen komen van oudere mensen.

## waard
Zoals de waard is, vertrouwt hij zijn gasten.
Wie anderen wantrouwt, zal zelf ook wel onbetrouwbaar zijn.

## wagen (risico nemen)
Wie niet waagt, die niet wint.
Zonder proberen, ook al loop je risico, zul je geen succes hebben.

## wagen (transport)
Krakende wagens lopen het langst.
Nieuw hoeft niet altijd beter te zijn.

## wal
De beste stuurlui staan aan wal.
Zie: stuurlui.

## water
Als het water zakt, kraakt het ijs.
Elke oorzaak heeft gevolgen.
Stille wateren hebben diepe gronden.
Stille mensen hebben vaak diepe gedachten.
Water loopt altijd naar de zee.
Rijken worden altijd maar rijker.

## weg
Wie aan de weg timmert, heeft veel bekijks.
Als je iets in het openbaar doet, heb je kans op veel belangstelling.

## werk
Een goed begin is het halve werk.
Een goede voorbereiding levert veel op.
Vele handen maken licht werk.
Door samenwerking bereik je meer.
Wie niet werkt, zal niet eten.
Als je iets wilt bereiken, moet je daar moeite voor doen.

## weten
Wat niet weet, wat niet deert.
Soms is het maar beter mensen het slechte nieuws niet te vertellen.

## wijn
Als de wijn is in de man, is de wijsheid in de kan
Iemand die te veel heeft gedronken, is niet meer in staat goede beslissingen te nemen
Uit: Joan De Brune (1589 - 1658): NIEVWE WYN IN OUDE LEER-ZACKEN

Daer de wijn gaat in de huyd,
daer gaat al de wijsheid uyt.
Daer de wijn gaet in de man,
gaet de wijsheid in de kan.

Goede wijn behoeft geen krans.
Iets wat goed is, hoeft niet geprezen worden.

## wil
Waar een wil is, is een weg.
Als je iets beslist wilt, kun je ook een manier vinden om het te bereiken.
De willekens groeien in de bossen.
Gezegd door ouders wanneer een kind zegt: "Ik wil..." Woordspeling met wilg. Vgl. liever.

## wind
Wie wind zaait, zal storm oogsten.
Als iemand onenigheid veroorzaakt, kunnen heftige reacties het gevolg zijn.
Situatie: wanneer persoon A persoon B plaagt, moet persoon A voorbereid zijn op de mogelijkheid dat persoon B heftig reageert.
Elke bos stro waait voor de wind.
Onder makkelijke omstandigheden kan iedereen welvaren of iets uitvoeren.
Het is een kwade wind die niemand voordeel brengt.
Er is altijd wel iemand die van de omstandigheden weet te profiteren.
Hoge bomen vangen veel wind.
Wie opvalt, staat gemakkelijk bloot aan kritiek.
Zo de wind waait, waait zijn jasje.
Iemand zonder principes, die zonder eigen mening anderen naar de mond praat.

## winnen
Zo gewonnen, zo geronnen.
Wat je makkelijk hebt gewonnen, kun je ook makkelijk weer kwijt raken.
Goed begonnen, is half gewonnen.
Als iets een succesvolle start kent, is dit een voorteken voor een verder succesvol verloop.

## woord
Een goed verstaander heeft aan een half woord genoeg.
Een opmerkzame luisteraar kan een onduidelijke of onvolledige mededeling toch wel begrijpen.
Een man een man, een woord een woord.
Als je iets hebt beloofd, dan moet je je daar ook aan houden.

## wijn
Als de wijn is in de man, is de wijsheid in de kan.
Drank verdringt gezond verstand.
Goede wijn behoeft geen krans.
Iets wat goed is, hoeft niet geprezen worden.

## zon
Na regen komt zonneschijn.
Na een periode van tegenslag, komt er een betere tijd.

Als de zon een mestvaalt beschijnt, dan verspreidt deze een onaangename geur.
Als je met goede wil ergens te veel aandacht aan besteedt kan het verkeerd opgevat worden.
Met alle goede wil van de wereld kun je sommige zaken nog niet verbeteren.

Geen of niets nieuws onder de zon zijn.
Dezelfde verschijnselen keren (op velerlei gebieden) telkens weer terug. (Uit: Prediker 1:9.)

## zondag
Een zondagse steek houdt geen week.
Werk verricht op een zondag zal ondeugdelijk blijken te zijn. (Het woord "steek" verwijst naar verstelwerk (met naald en draad) aan kleding. De zondag wordt verondersteld de "dag des Heeren" te zijn waarop niet gewerkt mag worden.)
Zondags werk is niet sterk.
Zelfde betekenis als hierboven.

## zuinig
Zuinigheid met vlijt bouwt huizen als kastelen.
Door zuinig en ijverig te zijn, kan men veel bereiken.

## zuivel
Zuivel op zuivel is werk van de duivel.
Als je boter op je brood hebt is ook kaas erop overdaad.
Zuivel op zuivel is voer voor de duivel.
In de Middeleeuwen gebruikt om mensen van hekserij te beschuldigen, wanneer zij zuivel op zuivel op hun brood deden.

## zwaluw
Eén zwaluw maakt nog geen lente (zomer) (Nederland) of Eén zwaluw maakt de lente niet (Vlaanderen)
Oordeel niet te vlug; één aanwijzing is onvoldoende voor een (definitief) besluit.
Aristoteles noemt dit spreekwoord in zijn Nicomachaea, en Aesopus baseerde er zijn fabel "De verkwister en de zwaluw" op: een verkwister heeft een zwaluw zien vliegen en meent dat het lente wordt. Hij verkoopt daarop zijn tuniek en vergokt zijn geld. Maar het weer slaat om en hij lijdt kou.

## zwijgen
Spreken is zilver, zwijgen is goud.
Het is soms goed om ergens niet over te praten.
Of: Het is heel waardevol om iets geheim te kunnen houden.
Of: Men heeft niet altijd de behoefte, te luisteren naar wat je zegt.
Of: Een gefluisterd woord kan men mijlenver horen.